# Tjänsteorienterad arkitektur
Tjänsteorienterad arkitektur (service oriented architecture, SOA) innebär att ett distribuerat IT-system organiseras som en struktur av kommunicerande tjänster. En tjänst är här en betjänande funktion som är väldefinierad, självständig och oberoende av sin omgivning. Kommunikationen kan innebära ett enkelt godkännande av data eller involvera två eller flera tjänster som samordnar en aktivitet. I ett system uppbyggt enligt SOA är resurser tillgängliga för andra system inom ett nätverk som oberoende tjänster, och kan anropas och adresseras på ett standardiserat sätt. Syftet med SOA är att uppfylla de affärsmässiga kraven på ett IT-system. En av styrkorna med SOA är att den mer än andra förhållningssätt uppmuntrar till att återanvända redan befintliga tjänster/system.
SOA förknippas ofta med webbtjänster baserade på XML, SOAP, WSDL och UDDI, men är i princip inte begränsad till endast dessa tekniker. 